# Silvan Zurbriggen
Silvan Zurbriggen (* 15. srpna 1981, Brig, Švýcarsko) je švýcarský alpský lyžař.

## Kariéra
K jeho největším úspěchům se řadí stříbrná medaile ze slalomu na Mistrovství světa v roce 2003. Do své sbírky pak na zimní olympiádě ve Vancouveru přidal bronzovou medaili z kombinace.
Vyhrál také dva závody světového poháru, celkově byl na stupních vítězů jedenáctkrát.

## Rodina
Jeho příbuznými jsou další skvělí alpští lyžaři, Pirmin Zurbriggen a Heidi Zurbriggen.